# Хиперрелигиозност
Хиперрелигиозност (такође позната као екстремна религиозност) је психијатријски поремећај у којем особа доживљава интензивна религиозна уверења или епизоде које ометају нормално функционисање. Хиперрелигиозност обично укључује делузије и фокус на религиозни садржај, али понекад и на атеистички садржај, што омета радну и друштвену способност. Хиперрелигиозност се може јавити у различитим поремећајима, укључујући епилепсију, психотичне поремећаје и фронтотемпоралну лобарну дегенерацију.  Хиперрелигиозност је симптом Гешвинд синдрома, који је повезан са епилепсијом временског режња.

## Знакови и симптоми
Хиперрелигиозност се карактерише повећаном склоношћу ка пријављивању натприродних или мистичних искустава, духовним заблудама, крутим легалистичким размишљањима и претераним исказивањем побожности. Хиперрелигиозност може укључивати и религиозне халуцинације. Такође се може испољити и као интензивна атеистичка уверења.

## Патофизиологија и узрок
Хиперрелигиозност може бити повезана са епилепсијом (посебно епилепсијом временског режња која укључује сложене парцијалне нападе), биполарним поремећајем, фронтотемпоралном лобарном дегенерацијом, анти-NMDA рецепторним енцефалитисом, психозом изазваним супстанцама, као и шире са психотичним поремећајима. Код особа са нападајним поремећајима, епизодична хиперрелигиозност може се јавити током нападаја или у постикталном периоду, али обично представља стабилну особинску црту која се јавља између нападаја. У једној малој студији, хиперрелигиозност је била повезана с смањеним волуменом десне хипокампусне регије у односу на нормалну религиозност. Повећана активност у левим регијама временског режња повезана је са хиперрелигиозношћу код психотичних поремећаја. Фармаколошки подаци указују на дисфункцију вентралног допаминергичког пута као објашњење за хиперрелигиозност.

## Лечење
Случајеви хиперрелигиозности повезани са епилепсијом могу реаговати на терапију антиепилептицима.